# معركة هيت 2016
معركة هيت 2016 أو عملية الوشق الصحراوي هي عملية أطلقتها الحكومة العراقية بتاريخ 2016 وذلك لتحرير مدينة هيت وقضاء هيت من سيطرة تنظيم الدولة الإسلامية (داعش) ضمن حملة الأنبار (2015-2016) حيث قامت القوات العراقية المشتركة بدعم من الحشد الشعبي والحشد العشائري بعملية واسعة بدأت من جنوب قضاء هيت ومن غرب مدينة الرمادي لتحريرها.

## خلفية
قبل بدء العمليات كانت مدينة هيت التي تقع غربي محافظة الانبار هي المنطقة المسؤولة عن الهجمات التي تشن على ناحية البغداد وقضاء حديثة وبعد تحرير الرمادي من سيطرة تنظيم داعش فتحة أبواب تحرير هيت التي يسكنها حوالي 12,000 شخص جميعهم من السنة وما يقارب 300 مقاتل من تنظيم داعش.

## بداية المعركة
بدأت عمليات تحرير هيت في 19 مارس 2016 حيث أنطلقت العملية من عدة محاور من منطقة البو نمر ومنطقة البوطيبان شرقي هيت ومن الجنوب من ناحية كبيسة ومن الغرب من ناحية البغدادي غربي هيت.

## تحريركبيسة
وفي 19 مارس 2016 بدأت عملية عسكرية لتحرير ناحية كبيسة الواقعة في جنوب مدينة هيت يقدر عدد سكانها بحوالي 5 الاف نسمة وتحررت في نفس اليوم الذي انطلقت فيه العملية.